# 石井庄八
石井 庄八（いしい しょうはち、1926年〈大正15年〉9月20日 - 1980年〈昭和55年〉1月4日）は、千葉県市川市出身の元レスリング選手。1952年ヘルシンキオリンピック金メダリスト。

## 来歴

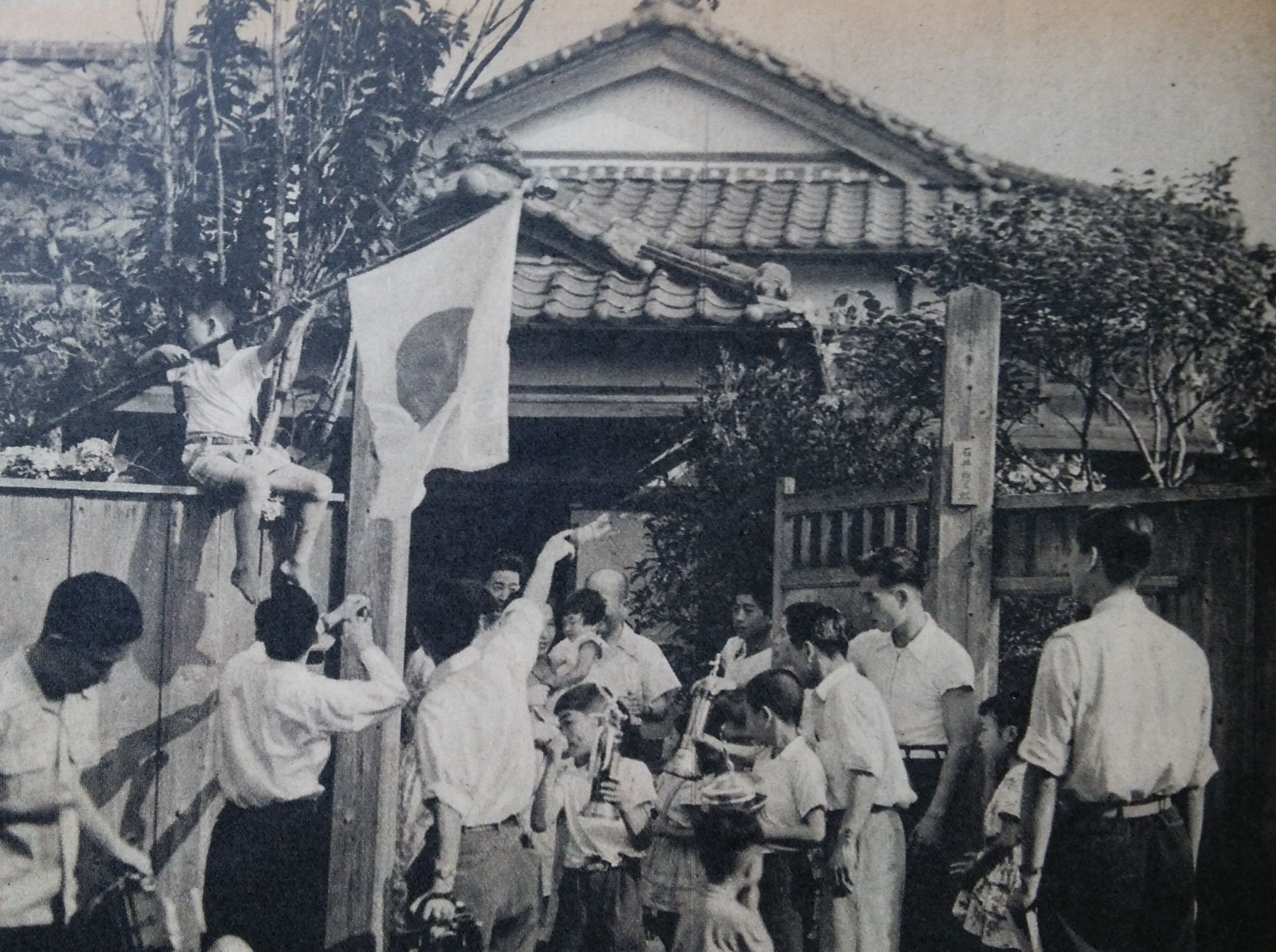
金メダル獲得の報に湧く石井の実家（1952年7月24日）

- 旧制千葉中学校在学中に予科練で終戦を迎える。中央大学法学部に進学し、GHQの方針で柔道・剣道が禁止されたためレスリング部に入部。
- 1952年ヘルシンキオリンピック、レスリング男子フリースタイルバンタム級にて優勝し、戦後初の日本人金メダリストとなる[2][3]。同オリンピックにて金メダルを獲得したのはこの石井のみだった。同年、第2回日本スポーツ賞を受賞。
- 中央大学卒業後は電通に勤務。営業部長を経て退職し、1967年〈昭和42年〉5月4日に「日庄」を設立。
- のち中央大学レスリング部の監督を務め、渡辺長武らを指導した[4]。
- 1980年1月4日、腎臓癌のため53歳で死去した。